# Грабич (Соп'є)
Грабич (хорв. Grabić) — населений пункт у Хорватії, у Вировитицько-Подравській жупанії у складі громади Соп'є.

## Населення
Населення за даними перепису 2011 року становило 122 осіб.
Динаміка чисельності населення поселення:

## Клімат
Середня річна температура становить 11,41 °C, середня максимальна – 25,98 °C, а середня мінімальна – -5,66 °C. Середня річна кількість опадів – 737 мм.
| Клімат поселення                              | Клімат поселення | Клімат поселення | Клімат поселення | Клімат поселення | Клімат поселення | Клімат поселення | Клімат поселення | Клімат поселення | Клімат поселення | Клімат поселення | Клімат поселення | Клімат поселення | Клімат поселення |
| Показник                                      | Січ.             | Лют.             | Бер.             | Квіт.            | Трав.            | Черв.            | Лип.             | Серп.            | Вер.             | Жовт.            | Лист.            | Груд.            |                  |
| Середній максимум, °C                         | 6,04             | 8,17             | 12,78            | 17,35            | 22,81            | 25,98            | 25,43            | 24,81            | 20,33            | 15,12            | 9,43             | 5,19             |                  |
| Середня температура, °C                       | 0,19             | 2,30             | 6,91             | 11,48            | 16,94            | 20,13            | 21,84            | 21,22            | 16,80            | 11,54            | 5,88             | 1,60             |                  |
| Середній мінімум, °C                          | −5,66            | −3,54            | 1,07             | 5,64             | 11,10            | 14,28            | 18,29            | 17,67            | 13,18            | 7,98             | 2,29             | −1,96            |                  |
| Норма опадів, мм                              | 44               | 40               | 44               | 58               | 71               | 91               | 68               | 71               | 59               | 64               | 72               | 55               |                  |
| Середньомісячна швидкість вітру, м/с          | 2.20             | 2.42             | 2.73             | 2.62             | 2.38             | 2.20             | 2.10             | 1.90             | 1.91             | 2.00             | 2.11             | 2.20             |                  |
| Середньомісячна сонячна радіація, кДж/м²·день | 4121             | 6845             | 10775            | 15233            | 19319            | 21336            | 22220            | 19794            | 14683            | 8999             | 4667             | 3448             |                  |
| --------------------------------------------- | ---------------- | ---------------- | ---------------- | ---------------- | ---------------- | ---------------- | ---------------- | ---------------- | ---------------- | ---------------- | ---------------- | ---------------- | ---------------- |
| Джерело:                                      |                  |                  |                  |                  |                  |                  |                  |                  |                  |                  |                  |                  |                  |